# Bifaxaria bilabiata
Bifaxaria bilabiata is een mosdiertjessoort uit de familie van de Bifaxariidae. De wetenschappelijke naam van de soort is voor het eerst geldig gepubliceerd in 1957 door Harmer.